# Jang (Nepal)
Jang (nepalski: जाङ) – gaun wikas samiti w zachodniej części Nepalu w strefie Rapti w dystrykcie Rukum. Według nepalskiego spisu powszechnego z 2001 roku liczył on 502 gospodarstw domowych i 2538 mieszkańców (1241 kobiet i 1297 mężczyzn).